# Charlyn Corral
Verónica Charlyn Corral Ang (Acolman, 11 de setembre de 1991) és una davantera de futbol internacional per Mèxic, amb el qual va jugar dos Mundials (2011-15) i va guanyar al 2014 un ór als Jocs Centreamericans i un bronze a la Copa d'Or. Anteriorment va jugar tres Mundials i tres Copes d'Or amb la selecció sub-20 (2006-10).
Es va retirar de la selecció al 2016. Actualment juga al Club de Fútbol Pachuca Femenil.

## Trajectòria
| Temporades   | Club                           | Títols |
| ------------ | ------------------------------ | ------ |
|              | Borregos Salvajes de Monterrey |        |
| 2012 - 2013  | Louisville Cardinals           |        |
| 2014         | Merilappi United               |        |
| 15/16 - act. | Llevant UE                     |        |